# HIP 100963
HIP 100963은 여우자리 방향에 있는 항성이다. 이 별의 겉보기 등급은 약 +7.1로 맨눈으로 볼 수는 없다. 히파르코스 계획으로부터 얻은 시차 자료에 따르면 이 별까지의 거리는 약 92.2 광년이다.
분광형은 G5이나 정확한 광도분류는 지정되지 않았다. 이 별의 질량, 온도, 화학적 조성물 구성은 2009년 연구결과 태양과 거의 비슷하여 쌍둥이 태양으로 불렸다. 다만 리튬 함유량은 태양의 3~4 배 많았다. 이처럼 많은 리튬 양으로부터 항성의 나이는 20억 1천만 ~ 38억 년 정도로 태양보다 젊게 나왔는데, 이는 2007년 연구의 51억 3천만 년과는 상반되는 결과이다.